# Еромчино
Еромчино — деревня в Енкаевском сельском поселении Кадомского района Рязанской области.
Расположена на левом берегу Лисы в 3,5 км к юго-западу от Енкаево и в 10 км к северо-северо-западу от Кадома (14 км по автодорогам). На юго-востоке примыкает деревня Новое Пошатово. На северной окраине расположено небольшое частично заболоченное озеро.
Имеется подъездная дорога от автодороги Восход — Кадом, продолжающаяся на запад к деревне Колетино, есть дорожная связь с сёлами Енкаево и Четово.
| 1984 | 2010 |
| ---- | ---- |
| 130  | ↘24  |